# 신 (지지)
을사(乙巳)년
신(申)은 지지의 아홉째로, 원숭이를 상징한다. 오행에서는 금(金)에 속하며, 음양에서는 양(陽)에 해당한다.

## 신을 포함한 간지
- 임신
- 갑신
- 병신
- 무신
- 경신